# Olympische Sommerspiele 1984/Rhythmische Sportgymnastik

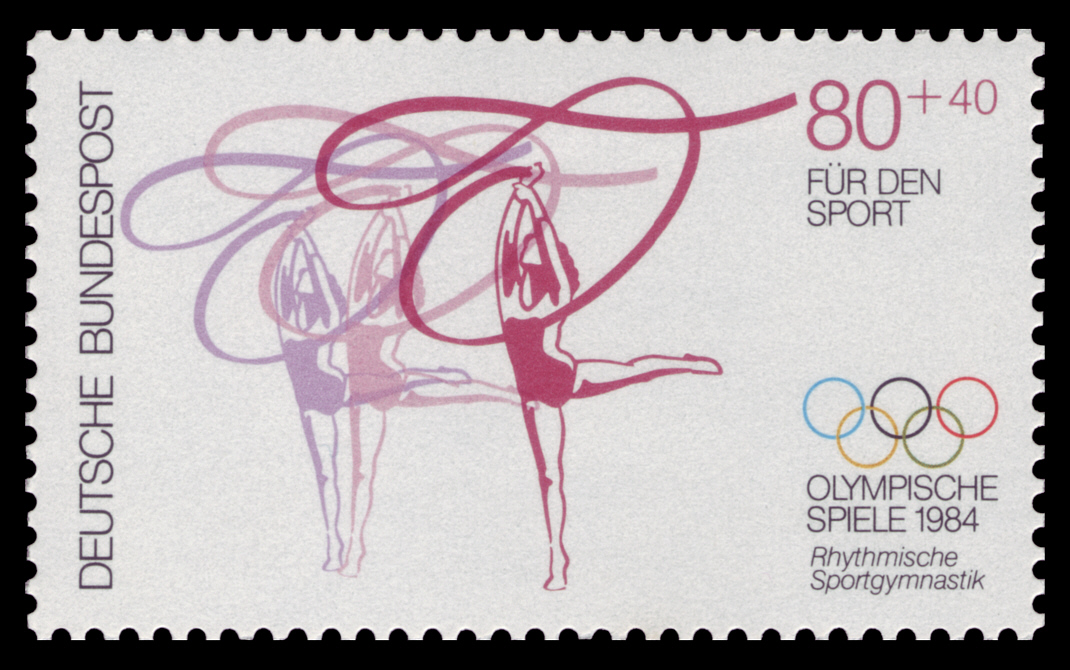
Deutsche Briefmarke zu den Olympischen Spielen

Bei den XXIII. Olympischen Sommerspielen 1984 in Los Angeles wurde in der Rhythmischen Sportgymnastik im Pauley Pavilion vom 9. bis 11. August 1984 ein Wettbewerb für Frauen ausgetragen.

## Bilanz

### Medaillenspiegel
| Platz  | Land           | Gold | Silber | Bronze | Gesamt |
| ------ | -------------- | ---- | ------ | ------ | ------ |
| 1      | Kanada         | 1    | –      | –      | 1      |
| 2      | Rumänien       | –    | 1      | –      | 1      |
| 3      | BR Deutschland | –    | –      | 1      | 1      |
| Gesamt | Gesamt         | 1    | 1      | 1      | 3      |

### Medaillengewinner
| Disziplin | Gold            | Silber                  | Bronze             |
| --------- | --------------- | ----------------------- | ------------------ |
| Einzel    | Lori Fung (CAN) | Doina Stăiculescu (ROM) | Regina Weber (FRG) |

## Ergebnisse

### Qualifikation
| Rang | Athletin               | Nation             | Reifen | Ball  | Keulen | Band  | Gesamt | Anm. |
| ---- | ---------------------- | ------------------ | ------ | ----- | ------ | ----- | ------ | ---- |
| 1    | Doina Stăiculescu      | Rumänien           | 9,700  | 9,600 | 9,850  | 9,350 | 38,500 | Q    |
| 2    | Alina Drăgan           | Rumänien           | 9,650  | 9,500 | 9,650  | 9,250 | 38,050 | Q    |
| 3    | Lori Fung              | Kanada             | 9,650  | 9,350 | 9,600  | 9,200 | 37,800 | Q    |
| 3    | Milena Reljin          | Jugoslawien        | 9,450  | 9,450 | 9,450  | 9,450 | 37,800 | Q    |
| 3    | Marta Cantón           | Spanien            | 9,450  | 9,600 | 9,600  | 9,150 | 37,800 | Q    |
| 6    | Giulia Staccioli       | Italien            | 9,600  | 9,300 | 9,700  | 9,150 | 37,750 | Q    |
| 7    | Regina Weber           | BR Deutschland     | 9,600  | 9,450 | 9,300  | 9,250 | 37,600 | Q    |
| 8    | Marta Bobo             | Spanien            | 9,600  | 9,600 | 9,400  | 8,950 | 37,550 | Q    |
| 9    | Hiroko Yamasaki        | Japan              | 9,500  | 9,300 | 9,550  | 9,100 | 37,450 | Q    |
| 9    | Danijela Simić         | Jugoslawien        | 9,500  | 9,300 | 9,300  | 9,350 | 37,450 | Q    |
| 11   | Claudia Scharmann      | BR Deutschland     | 9,500  | 9,200 | 9,350  | 9,150 | 37,200 | Q    |
| 12   | Valerie Zimring        | Vereinigte Staaten | 8,850  | 9,250 | 9,500  | 9,300 | 36,900 | Q    |
| 13   | Erika Akiyama          | Japan              | 9,300  | 9,300 | 8,950  | 9,150 | 36,700 | Q    |
| 14   | Grazia Verzasconi      | Schweiz            | 9,300  | 8,750 | 9,150  | 9,200 | 36,400 | Q    |
| 15   | Cristina Cimino        | Italien            | 9,650  | 9,150 | 8,750  | 8,800 | 36,350 | Q    |
| 16   | Margarida Carmo        | Portugal           | 9,050  | 9,100 | 9,200  | 9,100 | 36,250 | Q    |
| 17   | Michelle Berube        | Vereinigte Staaten | 9,000  | 9,100 | 8,850  | 9,250 | 36,200 | Q    |
| 17   | Adrianne Dunnett       | Kanada             | 9,300  | 8,950 | 9,300  | 8,650 | 36,200 | Q    |
| 19   | Schirin Zorriassateiny | Norwegen           | 8,950  | 9,050 | 9,250  | 8,850 | 36,100 | Q    |
| 20   | Viktoria Bengtsson     | Schweden           | 8,800  | 9,000 | 9,150  | 9,100 | 36,050 | Q    |
| 21   | Bénédicte Augst        | Frankreich         | 9,000  | 8,950 | 9,120  | 8,850 | 35,920 |      |
| 22   | María João Falcão      | Portugal           | 9,050  | 9,000 | 9,200  | 8,650 | 35,900 |      |
| 23   | Wang Xiurong           | China              | 8,950  | 9,150 | 9,200  | 8,550 | 35,850 |      |
| 24   | Sarina Roberti         | Belgien            | 9,000  | 9,000 | 8,900  | 8,750 | 35,650 |      |
| 24   | Rosane Favilla         | Brasilien          | 8,950  | 9,150 | 9,200  | 8,550 | 35,650 |      |
| 26   | Ann Maree Kerr         | Australien         | 9,000  | 8,850 | 8,900  | 8,750 | 35,500 |      |
| 27   | Liat Haninowitz        | Israel             | 9,200  | 9,000 | 8,850  | 8,400 | 35,450 |      |
| 28   | Lorraine Priest        | Großbritannien     | 8,900  | 8,800 | 8,900  | 8,650 | 35,250 |      |
| 28   | Suzanne Müller         | Schweiz            | 9,000  | 9,000 | 8,700  | 8,550 | 35,250 |      |
| 30   | Tania Moss             | Neuseeland         | 8,750  | 8,850 | 9,000  | 8,600 | 35,200 |      |
| 31   | Jacquie Leavy          | Großbritannien     | 9,000  | 8,950 | 8,700  | 8,450 | 35,100 |      |
| 32   | Huang Xianyuan         | China              | 9,450  | 9,250 | 7,800  | 8,300 | 34,800 |      |
| 33   | Linda Douglas          | Australien         | 8,600  | 8,700 | 8,650  | 8,200 | 34,150 |      |

### Finale
Im Finale wurde die Hälfte der Punktzahl aus der Qualifikation mit der erzielten Punktzahl im Finale addiert.
| Rang | Athletin               | Nation             | Reifen | Ball  | Keulen | Band  | Hälfte Qualifikation | Gesamt |
| ---- | ---------------------- | ------------------ | ------ | ----- | ------ | ----- | -------------------- | ------ |
|      | Lori Fung              | Kanada             | 9,700  | 9,750 | 9,800  | 9,800 | 18,900               | 57,950 |
|      | Doina Stăiculescu      | Rumänien           | 9,700  | 9,900 | 9,800  | 9,250 | 19,250               | 57,900 |
|      | Regina Weber           | BR Deutschland     | 9,750  | 9,700 | 9,700  | 9,750 | 18,800               | 57,700 |
| 4    | Alina Drăgan           | Rumänien           | 9,650  | 9,750 | 9,700  | 9,250 | 19,025               | 57,375 |
| 5    | Milena Reljin          | Jugoslawien        | 9,450  | 9,650 | 9,550  | 9,700 | 18,900               | 57,250 |
| 6    | Marta Cantón           | Spanien            | 9,550  | 9,400 | 9,550  | 9,550 | 18,900               | 56,950 |
| 7    | Giulia Staccioli       | Italien            | 9,650  | 9,600 | 9,400  | 9,250 | 18,875               | 56,775 |
| 8    | Hiroko Yamasaki        | Japan              | 9,550  | 9,700 | 9,400  | 9,300 | 18,725               | 56,675 |
| 9    | Marta Bobo             | Spanien            | 9,000  | 9,700 | 9,750  | 9,150 | 18,775               | 56,375 |
| 10   | Danijela Simić         | Jugoslawien        | 9,500  | 9,400 | 9,300  | 9,400 | 18,725               | 56,325 |
| 11   | Valerie Zimring        | Vereinigte Staaten | 9,550  | 9,450 | 9,500  | 9,300 | 18,450               | 56,250 |
| 12   | Claudia Scharmann      | BR Deutschland     | 9,500  | 9,400 | 9,500  | 9,250 | 18,600               | 56,250 |
| 13   | Erika Akiyama          | Japan              | 9,450  | 9,350 | 9,400  | 9,500 | 18,350               | 56,050 |
| 14   | Michelle Berube        | Vereinigte Staaten | 9,350  | 9,550 | 9,400  | 9,400 | 18,100               | 55,800 |
| 15   | Cristina Cimino        | Italien            | 9,350  | 9,350 | 9,400  | 9,300 | 18,175               | 55,575 |
| 16   | Grazia Verzasconi      | Schweiz            | 9,300  | 9,250 | 9,100  | 9,250 | 18,200               | 55,100 |
| 17   | Adrianne Dunnett       | Kanada             | 9,300  | 9,300 | 9,200  | 8,800 | 18,100               | 54,700 |
| 18   | Margarida Carmo        | Portugal           | 9,150  | 9,150 | 9,150  | 9,000 | 18,125               | 54,575 |
| 19   | Viktoria Bengtsson     | Schweden           | 8,950  | 9,000 | 9,150  | 9,350 | 18,025               | 54,475 |
| 20   | Schirin Zorriassateiny | Norwegen           | 8,950  | 9,250 | 9,400  | 8,650 | 18,050               | 54,300 |